# Iz oči v oči (film, 1963)
Iz oči v oči (srbohrvaško Licem u lice) je jugoslovanski črno-beli dramski film iz leta 1963, ki ga je režiral Branko Bauer po scenariju Bogdana Jovanovića, v glavnih vlogah pa nastopajo Ilija Džuvalekovski, Husein Čokić in Vladimir Popović. Zgodba prikazuje tovarniškega delavca Miluna (Čokić), ki ga oblasti po nedolžnem obtožijo pisanja anonimnega pisma, kritičnega do podjetja. Sodelavci ga sprva ne podprejo, toda kasneje organizirajo stavko za odstavitev direktorja.
Film je bil premierno prikazan 15. julija 1963  v jugoslovanskih kinematografih in je naletel na dobre ocene kritikov. Na Puljskem filmskem festivalu je osvojil glavno nagrado velika zlata arena za najboljši jugoslovanski film, ob tem pa še zlato areno za najboljšo režijo (Bauer). Na Mednarodnem filmskem festivalu v Karlovih Varih je osvojil zlati globus za najboljšo režijo (Bauer). Film je kritičen do političnega sistema in prikazuje konflikt med delavci, ki se borijo za več demokracije in soodločanja, ter partijsko direktorsko strukturo.

## Vloge
- Ilija Džuvalekovski kot Voja
- Husein Čokić kot Milun
- Vladimir Popović kot Radovan
- Tomanija Đuričko kot Dušanka
- Nevenka Benković kot Kaća
- Drago Mitrović kot Ilija
- Uglješa Kojadinović kot inženir Kosijer
- Milan Srdoč kot Miko
- Boris Dvornik kot Andrija
- Božidarka Frajt kot Vera